# Eleutherodactylus kareliae
Eleutherodactylus kareliae là một loài ếch trong họ Leptodactylidae. Chúng là loài đặc hữu của Venezuela.
Các môi trường sống tự nhiên của chúng là vùng cây bụi nhiệt đới hoặc cận nhiệt đới vùng đất cao và đồng cỏ ở cao nhiệt đới hoặc cận nhiệt đới.